# Ulisse Quadri
Ulisse Quadri (1953) è un astronomo amatoriale italiano, di professione docente.
È stato tra i fondatori dell'Osservatorio Bassano Bresciano.
Il Minor Planet Center gli accredita la scoperta dell'asteroide 6460 Bassano effettuata il 26 ottobre 1992 in collaborazione con Luca Pietro Strabla.
Gli è stato dedicato l'asteroide 10200 Quadri.